# Bisbat de Carpentràs

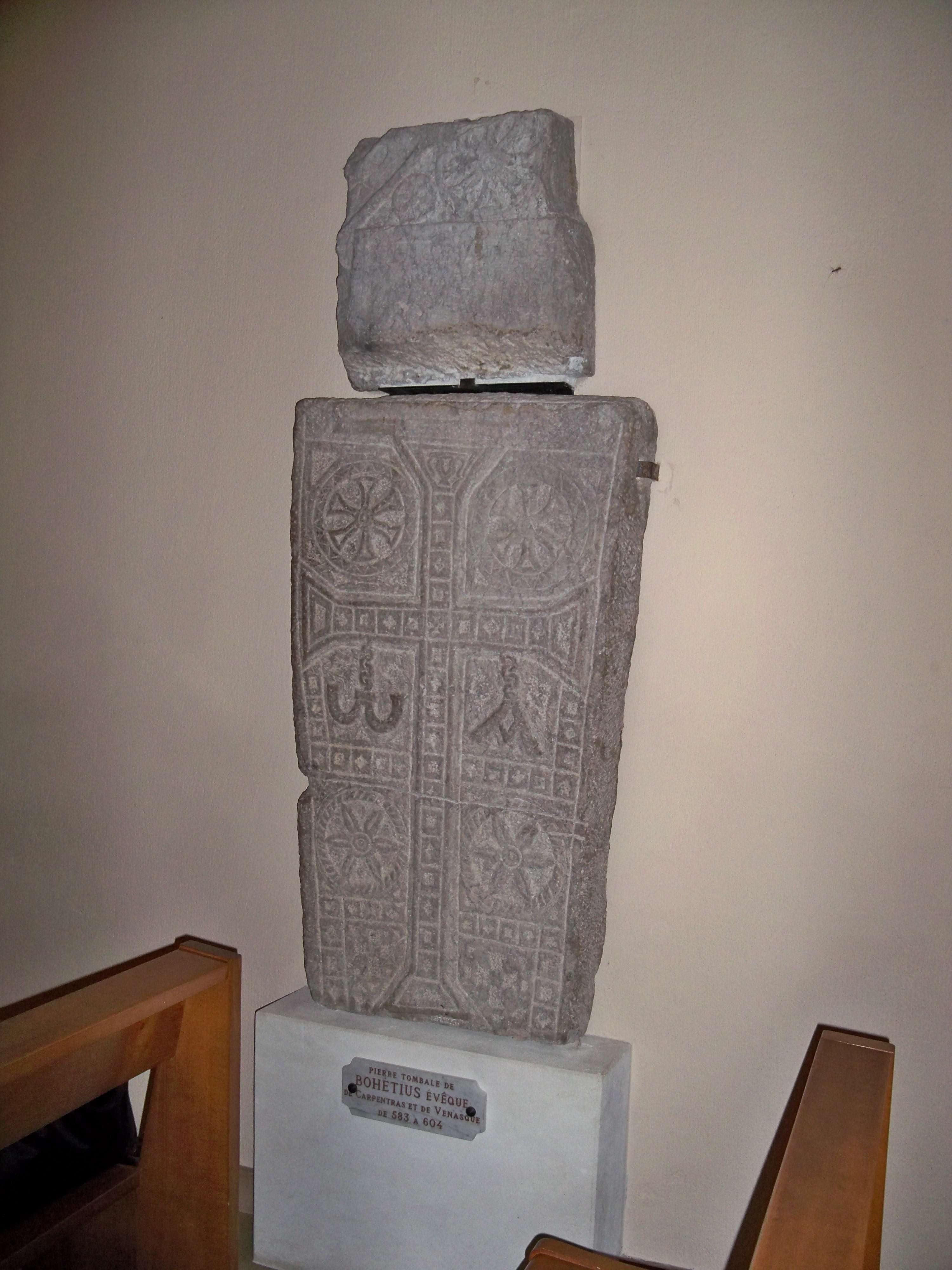
La làpida de Boezio, bisbe del 583 al 604, inumat a Venasque.

El bisbat de Carpentràs (francès: Diocèse de Carpentras, llatí: Dioecesis Carpentoractensis) és una seu suprimida de l'Església Catòlica a França. El 2009 va ser feta seu titular.

## Territori
La diòcesi vorejava al nord amb les diòcesis de Vaison i de Gap; a l'est amb la de Sisteron; al sud amb les diòcesis d'Apt i Cavaillon; i a l'oest amb l'arxidiòcesi d'Avinyó i el bisbat d'Orange.
Un bisbat era la ciutat provençal de Carpentràs a l'actual departament de Valclusa; el 1320 la capital del comtat Venaissí que va formar part fins al 1791 una part del territori dels Estats Pontificis. A Carpentràs, l'església de San Siffredo servia de catedral.
El 1697 la diòcesi incloïa 29 parròquies.

## Història
Els orígens de la diòcesi són incerts, hauria sigut fundada per un sant anomenat Valentí, qui hauria estat martiritzat a mitjan segle iii. El primer bisbe històricament documentat és Constantí, que va estar representat al consistori de Riez el 439. Als segle vi i vii, als concilis de la Gàl·lia, els bisbes de Carpentras van presentar-se com a «bisbes de Venasque» (Vindasca): el primer és Clemanzio, que al Concili d'Orléans de 541 es va presentar com «episcopus civitatis Carpentoratensium et Vindascensium». Amb l'excepció de Boeci, que al concili de Valença del 584 va signar com a bisbe de Carpentras, els altres bisbes fins Amato signaren com a bisbes de Venasque. Això suggereix que els bisbes, a causa de la caiguda de la ciutat de Carpentras, van traslladar la seu episcopal a la propera Venasque.
Des del 450 Carpentras va ser sufragània de l'arxidiòcesi d'Arle; el 21 de desembre de 1475 va passar a formar part de la província eclesiàstica de l'arxidiòcesi d'Avinyó.
Al començament de la captivitat d'Avinyó, mentre tota la cort papal es trobava a Avinyó, el papa Climent V va voler instal·lar-se amb la cúria a Carpentras en 1313. Només el seu successor, el papa Joan XXII, es va traslladar permanentment a Avinyó.
Al segle xv es va reconstruir la catedral medieval de San Sigfred, que va ser consagrada el 1515.
La diòcesi va ser abolida després del concordat amb la butlla Qui Christi Domini del Papa Pius VII el 29 de novembre de 1801 i el seu territori incorporat en el del bisbat d'Avinyó.
El 6 d'agost de 1877 es va concedir el títol de bisbes de Carpentras als arquebisbes d'Avignó, fins al 2009 .
Avui la diòcesi sobreviu com a seu episcopal titular, establerta el 2 de setembre de 2009. L'actual bisbe titular és Emmanuel Gobilliard, bisbe auxiliar de Lió.

## Cronologia episcopal
- San Valentino ? † (segle iii)
- Costantino † (abans de 439 - després del 451)[3]
- Sant' Antonino ? † (citat el 463/464)[4]
- Giuliano † (abans de 517 - després del 529)[5]
- San Siffredo †[6]
- Clemanzio † (abans de 541 - després del 552)[7]
- Tetradio † (citat el 573)[8]
- Boezio † (vers de novembre de 583 - 23 de maig de 604 mort)[9]
- Ambrogio † (citat el 614)[10]
- Giorgio †
- Pietro I †
- Domenico †
- Licerio † (citat el 650)[11]
- Paolo †
- Anastasio †
- Innocenzo †
- Odoardo †
- Otfrido †
- Agapito †
- Amato † (citat el 788)
- Antonio †
- Giovanni I †
- Alberto †
- Filippo †
- Giovanni II † (citat nell'867)
- Berengario †
- Franco †
- Bernardo †
- Guido †
- Airardo † (abans de 948 - després del 982)
- Stefano † (vers 994 - després del 1012)[12]
- Matthieu †[13]
- François II † (abans de 1040[14] - després del 1056)
- Jules †[15]
- Guillaume † (citat el 1068)
- Arnould †
- Geoffroi †[16]
- Gaspard † (citat a l'època del Papa Calixt II)
- Raimond † (abans de 1142 - 9 de gener de 1170 nomenat arquebisbe d'Embrun)
- Guillaume de Risole † (citat el 1173)
- Pierre II †
- Raimbaud † (citat el 1178)
- Innocent † (? - 1184)
- André † (1185 - ?)[17]
- Geoffroi † (abans de 1195 - vers 1211 mort)
- Guillaume † (1212 - després del 1218)
- Isnard † (abans de 1224 - vers 1228/1229)
- Bertrand † (abans de 6 de febrer de 1229 - després de desembre de 1230)
- Guillaume Béroard † (abans de març de 1232 - després del 1262)
- Raimond de Barjols † (abans de juliol de 1263 - després de juny de 1274)
- Pierre Rostaing † (abans de març de 1275 - després de maig de 1279)
- Raimond de Mazan † (10 de febrer de 1280 - després del 12 de maig de 1290)
- Bérenger de Mazan † (25 de juny de 1294 - després de juliol de 1316 mort)
- Eudes † (2 d'octubre de 1318 - després del 1326 mort)
- Hugues d'Angoulême † (4 de febrer de 1332 - després del 8 de febrer de 1347 mort)
- Geoffroi † (19 de febrer de 1347 - 18 de gener de 1357 nomenat bisbe de Carcassone)
- Jean Roger de Beaufort † (18 de gener de 1357 - 27 de juliol de 1371 nomenat arquebisbe de Aush)[18]
- Guillaume de L'Estrange † (4 de juliol de 1371 - 22 de desembre de 1375 nomenat arquebisbe de Rouen)
- Pierre Laplotte, O.S.B. † (8 de gener de 1376 - 5 de novembre de 1397 nomenat bisbe de Saint-Pons-de-Thomières)
  - Sede vacante (1397-1424)
  - Ludovico Fieschi † (31 d'octubre de 1406 - 3 d'abril de 1423 mort) (administrador apostòlic)[19]
- Jacopo del Campolo † (7 de juliol de 1424 - 1 de desembre de 1425 mort)
- Sagace Conti † (4 de febrer de 1426 - 30 de maig de 1446 nomenat bisbe de Spoleto)
- Guillaume Sorbert † (30 de maig de 1446 - inizio del 1449 mort)
- Jordi d'Ornós † (21 de juliol de 1449 - de novembre de 1452 mort)
- Michele anglicus † (20 de novembre de 1452 - 27 de setembre de 1471 mort)
- Giuliano della Rovere † (16 d'octubre de 1471 - 31 de gener de 1472 nomenat bisbe de Lausana)
  - Frédéric de Saluces † (31 de gener de 1472 - 1483 mort) (administrador apostòlic)
- Pierre de Valetariis † (8 d'octubre de 1483 - 1517 mort)
- Jacopo Sadoleto † (24 d'abril de 1517 - 19 d'octubre de 1547 mort)
- Paolo Sadoleto † (19 d'octubre de 1547 - 26 de febrer de 1572 mort)[20]
- Giacomo Sacrati † (2 de juny de 1572 - 1 de gener de 1593 mort)
- Francesco Sadoleto † (1 de gener de 1593 - 23 de juny de 1596 mort)[21]
- Orazio Capponi † (23 de setembre de 1596 – finals de 1615 renuncià)
- Cosimo de' Bardi † (27 de gener de 1616 - 9 de setembre de 1630 nomenat arquebisbe de Florència)
- Alessandro Bichi † (9 de setembre de 1630 - 25 de maig de 1657 mort)
- Louis de Fortia de Montréal † (25 de maig de 1657 - 25 d'abril de 1661 mort)
  - Sede vacante (1661-1665)
- Gaspare Lascaris de Castellar † (28 de setembre de 1665 - 6 de desembre de 1684 mort)
- Marcello Durazzo † (10 de novembre de 1687 - 27 de novembre de 1690 nomenat arquebisbe, a títol personal, de Ferrara)
- Lorenzo Buzzi † (8 de gener de 1691 - 22 d'abril de 1710 mort)
- Francesco Maria Antonio degli Abbati † (21 de juliol de 1710 - 22 d'abril de 1735 mort)
- Joseph-Dominique d'Inguimbert, O.Cist. † (25 de maig de 1735 - 6 de setembre de 1757 mort)
- Giuseppe Vignoli † (19 de desembre de 1757 - 5 de juliol de 1776 renuncià)[22]
- Joseph-Vincent de Beni † (16 de setembre de 1776 - 1801 renuncià)

## Cronologia de bisbes titulars
- Emmanuel Gobilliard, dal 16 de juny de 2016

## Nota
1. ↑  A la Notitia Galliarum, datable a l'inicio del segle v, entre les ciutats de la Gàl·lia Viennense està absent Carpentras, indicio que quan va ser redactada la Notitia la ciutat ja havia caigut; cfr. Monumenta Germaniae Historica, Chronica minora Arxivat 2015-01-07 a Wayback Machine., I, p. 559.
2. ↑  Aquesta hipòtesi, admesa per Duchesne i d'altres historiadors, no és unànimement acceptada. En canvi, s'afirma que Carpentras i Venasque havien coexistit com a seus episcopals diferents; cfr. Terris, pp. 21-25. La tradició, queda en mans del falsari Polycarpe de la Rivière (segle XVII), atribueix al presumpte bisbat de Venasque els següents bisbes (Terris, pp. 27-36): Firmus, Publius, Marcius, Vivianus, Superventor, Desiderius i Castissimus, predecessor de san Siffredo, darrer bisbe de Venasque, qui uní el títol de les dues diòcesis.
3. ↑  Bisbe ignorat a Gallia christiana, que al seu lloc insereix el precedent san Valentino, però amb l'avís que el seu nom prové d'un presumpte manuscrit descobert per Polycarpe de la Rivière, notable falsari del segle XVII segons Duchesne.
4. ↑  Ignorat a Gallia christiana, Duchesne i Gams, aquest Bisbe, ja abat de Lerino, és inserit a les tradicions cronològiques de Carpentras, del que se'n fa ressò Jules de Terris (pp. 43-51). És identificat amb un bisbe homònim, del qual no se'n fa menció de la seva seu, documentat en algunes cartes del Papa Hilari entre el 463 i el 464 (Epistolae Romanorum Pontificum genuinae et quae ad eos scriptae sunt, a cura di Andreas Thiel, vol. I, Brunsbergae 1868, pp. 148 e 151).
5. ↑  Després Giuliano, Gallia christiana insereix un bisbe de nom Principio, que participà en el concili d'Orange del 529; però aquest és incompatible amb la presència al mateix concili de Giuliano; Duchesne en dedueix que Principio no va poder ser bisbe de Carpentras.
6. ↑  Non esistono documenti che aiutino a datare cronologicamente l'episcopato di Siffredo; inoltre la sua Vita è talmente leggendaria che risulta essere incompatibile con i dati storici. Duchesne ne conclude che "l'unica cosa che si può fare è di accettare, segons la tradizione, l'episcopato di Siffredo ma di rinunciare ad assegnargli delle date".
7. ↑  Nel concilio di Orleans del 541 firmò come episcopus civitatis Carpentoratensium et Vindascensium.
8. ↑  Citat come episcopus ecclesiae Vendauscensis.
9. ↑  Di Boezio è stato scoperto l'epitaffio, segons il quale la sua morte è datata "decimo delle calende di de juny de, indizione VII", che corrisponde, segons Duchesne, al 23 de maig de 604. Questo esclude il successivo Bisbe riportato da Gallia christiana, Otfrido, citat el 590.
10. ↑  Ambrogio partecipò al concilio di París come episcopus ex civitate Vindesca. Ignorat a Gallia christiana, che inserisce al suo posto i successivi tre vescovi, nella prima metà del VII secolo, Giorgio, Pietro e Domenico, sprovvisti di precisi riferimenti storici e documentari.
11. ↑  Partecipò al concilio di Chalon come episcopus ecclesiae Vindauscensis. Després Licerio, Gallia christiana riporta una serie di 16 nomi di vescovi, da Paolo a Guido; ad eccezione di Amato e di Giovanni II, nessuno degli altri è storicamente documentato, se non dalla tradizione locale (Duchesne).
12. ↑  Gallia christiana riporta come data ultima il 1012, mentre Gams il 1006.
13. ↑  Assegnato da Gallia christiana, segons tradizione, al 1035, ma senza alcun riferimento documentario.
14. ↑  Terris (p. 96) inserisce abans Matthieu, di incerta esistenza, un altro Bisbe di nome François, citat il 27 d'abril de 1023.
15. ↑  Citat da Gallia christiana, negli anni 1056-1066, ma senza alcun riferimento documentario.
16. ↑  I vescovi Arnould e Geoffroi sono menzionati da Gallia christiana, rispettivamente negli anni 1095 e 1120, ma senza alcun riferimento documentario. Vers il Bisbe Geoffroi, Terris cita due documenti che proverebbero la storicità di questo Bisbe (30 d'agost de 1107 e 20 d'abril de 1120).
17. ↑  I vescovi Innocent e André, ammessi da Gams, sono esclusi da Gallia christiana, in quanto il precedente Bisbe Raimbaud avrebbe governato almeno fino al 1198. Terris li inserisce nella sua cronotassi abans Pierre II.
18. ↑  Nebot del papa Climent VI.
19. ↑  Abans Ludovico Fieschi, Terris menziona come amministratori apostolici Jean Fillet, Bisbe di Apt, dal 1399, e l'antipapa Benedetto XIII, dal 1403.
20. ↑  Nebot del bisbe precedent.
21. ↑  Citat da Terris, ma ignorat a Eubel.
22. ↑  Nomenat bisbe de Forlì il 15 de juliol de successivo.